# Leucania rufescens
Leucania rufescens là một loài bướm đêm trong họ Noctuidae.